# エア・カナダ646便着陸失敗事故
エア・カナダ646便着陸失敗事故（えあ・かなだ646びんちゃくりくしっぱいじこ）は、1997年12月16日に発生した航空事故である。
トロント・ピアソン国際空港発フレデリクトン国際空港行きだった、エア・カナダ646便（ボンバルディア CRJ-100ER）が、フレデリクトン国際空港からの着陸復航中に失速し、滑走路上に墜落した。乗員乗客42人は全員無事だった。

## 事故の経緯
646便は、21時24分にトロント・ピアソン国際空港を離陸した。操縦は、右側座席に着席していた副操縦士が行っていた。到着予定時刻のフレデリクトン国際空港周辺の天候は、1マイルの霧により、垂直視野100フィート (30 m)と水平視野1/8マイルであった。滑走路15での滑走路視距離は1,200フィート (370 m)ほどだった。最終進入までの間、646便の飛行はいたって正常だった。機長は、進入の決心高度より100フィート (30 m)高い300フィート (91 m)地点で滑走路のライトを視認した。決心高度の200フィート (61 m)で、機長が滑走路を視認したことを告げ、副操縦士は着陸すると答えた。副操縦士は、およそ高度165フィート (50 m)で自動操縦を解除し、手動で操縦を行った。自動操縦を解除した後、機体はグライドパスの高度より高い地点を飛行し始め、機長が2度副操縦士にグライドパスのコースに戻すよう指示した。副操縦士は指示に従い、推力を下げながら機体を降下させた。高度80フィート (24 m)地点で、スロットルはアイドルにされた。この直後、機長は安全に着陸できるだけの滑走路の長さがあるか確認できなかったため、着陸復航を命じた。副操縦士は推力を上げ、自動操縦の復航モードを選択したため、機体は10度ほどの機首上げ姿勢になった。直後に、スティックシェイカーと失速警報が作動し、機体は右に55度傾斜した。右翼先端が滑走路に接触し、12度の機首下げ状態で右に傾斜したまま、ノーズギアから地面に接触し、ギアと右翼が破損した。機体はそのまま滑走し、滑走路の先にある丘で停止した。機体は、最初の接触地点から2,100フィート (640 m)ほど滑走したが、火災は発生しなかった。。木に接触したため、前方の座席5列ほどの場所が大きく破損した。

## 事故調査
カナダ交通安全委員会は、事故の原因や要因として以下をあげた。
- 副操縦士の飛行経験は少なく、事故当時のような視界不良の際に着陸は行えなかった可能性があった。
- 主翼に着氷があったため、通常よりも小さい迎え角で失速する状態だった。
- スティックシェイカーは作動したものの、着氷があったため、作動から失速までの時間が少なくなった。
- 当時の天候や主翼の状態では、着陸復航を行えるほどの充分な高度がなかった。
- 乗員らは、避難や救助に対して充分な訓練を受けていなかった。
- 失速回復の訓練は天候を考慮していなかった。
- 着陸復航の手順に、エンジンがアイドル状態から充分な推力が回復するまでの時間が記載されていなかった。